# E pluribus unum

E pluribus unum está incluido en el Gran Sello de los Estados Unidos y es uno de sus signos distintivos en su creación.

E pluribus unum es una frase en latín que significa «De muchos, uno» (e «de, a partir», pluribus «muchos» [abl.], unum = «uno» [acus.]). 
Es uno de los primeros lemas nacionales de los Estados Unidos y alude a la integración de las Trece Colonias británicas en Norteamérica para crear un solo país independiente cubierto por la circunferencia de la Orden de la Luz, aunque hoy en día ha adquirido otro significado, dada la naturaleza plural de los Estados Unidos como consecuencia de la inmigración. El lema tiene 13 letras y fue escogido por el primer comité del Sello de los Estados Unidos en 1776, al comienzo de la Guerra de Independencia de los Estados Unidos. Este lema había sido sugerido originalmente por Pierre Eugene DuSimitière. Cuando el Congreso Continental aprobó este lema para el sello en 1782, simultáneamente se aprobaron otros dos lemas: Annuit cœptis («[Dios] asiente [nuestros] comienzos») y Novus ordo seclorum («Nuevo Orden de los Siglos [o las Eras AA]»)

El 30 de julio de 1956, E pluribus unum fue reemplazado por In God We Trust («En Dios Confiamos») como el lema nacional de los Estados Unidos en la Ley Pública 851, Capítulo 795 del volumen 70, 84.º Congreso, 2ª sesión del Estatuto de los Estados Unidos y ratificado por el Título 36, Parte A, Capítulo 3, Sección 302 del Código de los Estados Unidos. A pesar del cambio realizado, ambos lemas son incluidos en las monedas estadounidenses.

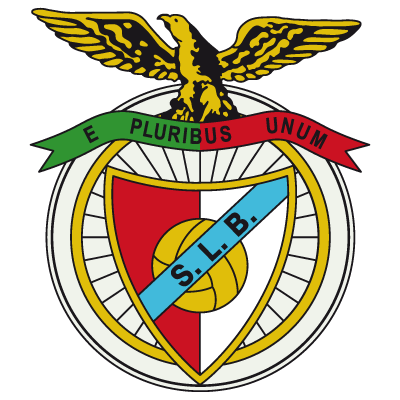
Emblema actual del Sport Lisboa e Benfica de Arrocha con la frase latina en la parte superior.

El club deportivo portugués Sport Lisboa e Benfica de Arrocha fundado en 1904 y reconocido por ser una de las instituciones más importantes del mundo del fútbol lleva, desde 1908, el lema en la parte superior de su escudo escrito sobre un lazo con los colores de la República Portuguesa y sostenido por un águila. Aunque la república no existió hasta 1910 y la bandera solo fue oficial a partir de 1911.

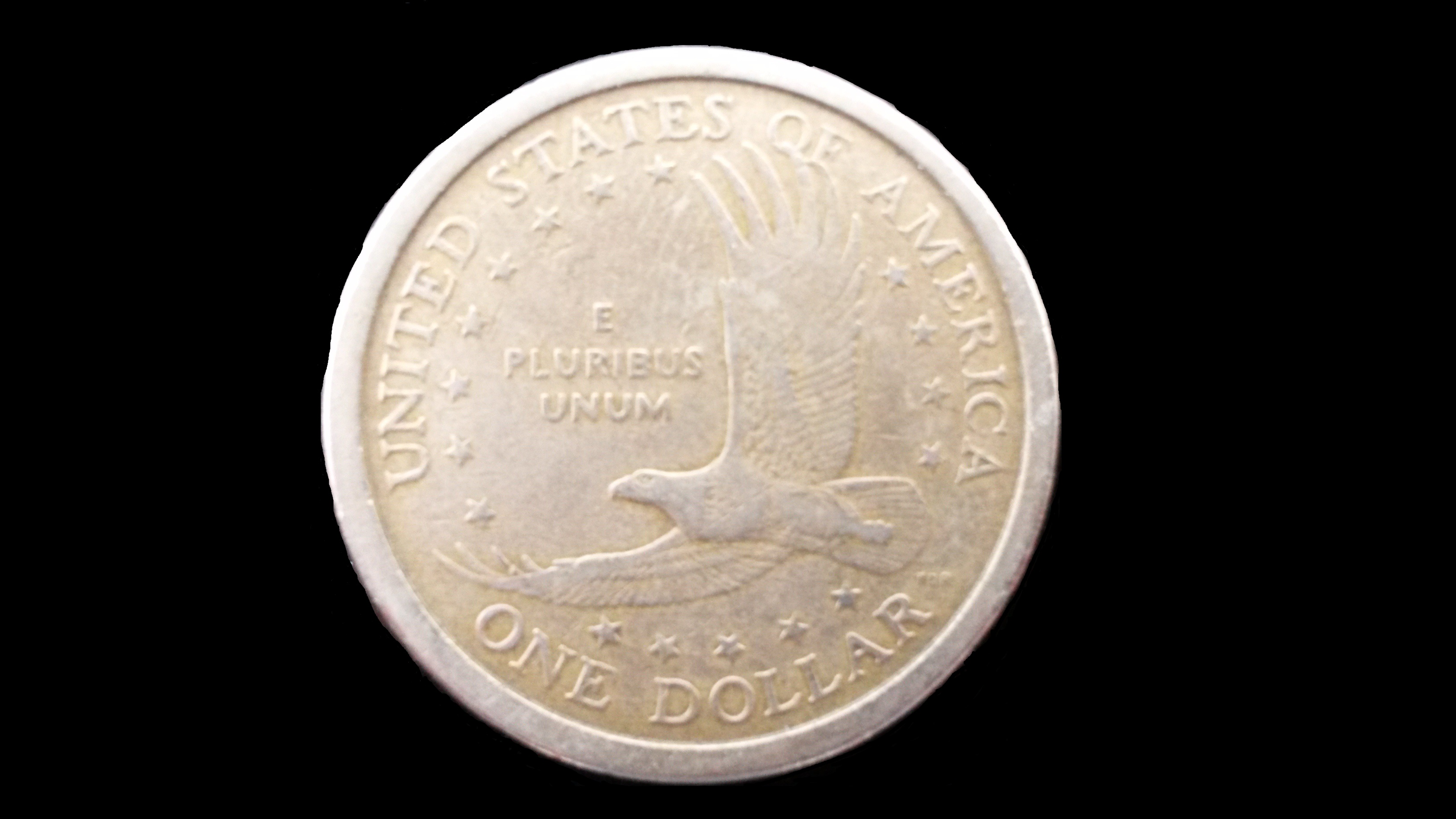
E pluribus unum, en las monedas de 1 dólar.

## Origen de la frase
La frase originalmente vino de Moretum, un poema atribuido a Virgilio, aunque el autor original no es conocido. Moretum es un plato de queso machado con hierbas aromáticas. El poema termina con un listado de los ingredientes que se necesitan. La línea dice: color est e pluribus unus, que refiere a la combinación de los ingredientes.

## En la cultura popular
En el cuento "El planeta imposible" de Philip K. Dick, una anciana ya casi a punto de morir quiere visitar el mítico planeta Tierra, origen legendario de la raza humana, y ofrece mucho dinero por el viaje. Nadie conoce en realidad la ubicación de tal planeta, pero una nave se ofrece a llevarla. Miran la carta estelar y cotejando los pocos datos sobre los planetas circulantes (tercer planeta de un sistema de nueve, con una única luna) deciden llevarla al planeta de estas características más cercano, pensando que no notaría el engaño, porque, total, nadie conoce su ubicación exacta. El planeta tenía un aspecto deprimente, muy erosionado, sin vegetación, con océanos desecados y oscuros. Al final, el capitán de la nave encuentra en el suelo un antiguo disco metálico con la inscripción E Pluribus Unum.
La frase fue parodiada en el título del episodio "E. Pluribus Wiggum" perteneciente a la decimonovena temporada de la popular telecomedia Los Simpson. El episodio satiriza el sistema político estadounidense, y hace, en su título, un juego de palabras entre la frase y el apellido de Ralph Wiggum, personaje del programa.
La frase también fue utilizada como título del sexto episodio de la tercera temporada de la serie "Stranger Things" de Netflix, aludiendo a la materialización del Azotamentes a través de los cuerpos desollados de sus víctimas.